# Gerichtsbezirk Pregarten
Der Gerichtsbezirk Pregarten (früher auch Gerichtsbezirk Prägarten) war ein dem Bezirksgericht Pregarten unterstehender Gerichtsbezirk im politischen Bezirk Freistadt (Bundesland Oberösterreich). Seit der Auflösung des Gerichtsbezirks Unterweißenbach stellte der Gerichtsbezirk Pregarten neben dem Gerichtsbezirk Freistadt einen von zwei Gerichtsbezirken im politischen Bezirk Freistadt dar. Per 1. Jänner 2014 wurde das Gebiet zwischen dem Gerichtsbezirk Freistadt und dem Gerichtsbezirk Perg aufgeteilt.

## Geschichte
Der Gerichtsbezirk Pregarten wurde gemeinsam mit 46 anderen Gerichtsbezirke in Oberösterreich durch einen Erlass des k.k. Oberlandesgerichtes Linz am 4. Juli 1850 geschaffen und umfasste ursprünglich die 17 Steuergemeinden Aich, Brawinkl, Erdmannsdorf, Gutau, Hagenberg, Hinterberg, Hundsdorf, Lanzendorf, Mistlberg, Pregartdorf, Pregarten, Selker, Tragwein, Wartberg, Untergaisbach, Unterweitersdorf und Zell. Der Gerichtsbezirk gehörte ursprünglich zum Bezirk Perg und beherbergte im Jahr 1869 insgesamt 1782 Häuser, in denen 11.034 Menschen lebten. 1903 wurde der Gerichtsbezirk Pregarten dem Bezirk Freistadt zugeschlagen.
Durch Gemeindezusammenlegungen reduzierte sich die Anzahl der Gemeinden bis zum Beginn des 21. Jahrhunderts auf die sieben Gemeinden Bad Zell, Gutau, Hagenberg im Mühlkreis, Pregarten, Tragwein, Unterweitersdorf und Wartberg ob der Aist. Mit der Bezirksgerichts-Verordnung der Österreichischen Bundesregierung wurde am 12. November 2002 jedoch die Auflösung des Gerichtsbezirkes Unterweißenbach beschlossen und die Zuweisung des Gebietes zu den Gerichtsbezirken Freistadt bzw. Pregarten bestimmt. Mit dem 1. Jänner 2003 trat die Verordnung in Kraft, wodurch der Gerichtsbezirk Pregarten um die Gemeinden Königswiesen, Pierbach und Schönau im Mühlkreis erweitert wurde.
Die im Sinne der Verwaltungsreform sowie Budgeteinsparungen 2011/12 begonnene Diskussion über die Schließung von Bezirksgerichten führte zur Entscheidung, das Bezirksgericht Pregarten zu schließen, da hier lediglich 1,2 Richterplanstellen bestanden. Die Auflösung des Gerichtsbezirks Pregarten wurde schließlich im Juni 2012 verordnet und per 1. Jänner 2014 amtswirksam. Aufgrund der Verordnung wurden die fünf Gemeinden Gutau, Hagenberg im Mühlkreis, Pregarten, Unterweitersdorf und Wartberg ob der Aist dem Gerichtsbezirk Freistadt und Bad Zell, Königswiesen, Pierbach, Schönau im Mühlkreis und  Tragwein dem Gerichtsbezirk Perg zugeschlagen.

## Gerichtssprengel
Der Gerichtssprengel umfasste seit 2003 die Gemeinden Bad Zell, Gutau, Hagenberg im Mühlkreis, Königswiesen, Pierbach, Pregarten, Schönau im Mühlkreis, Tragwein, Unterweitersdorf und Wartberg ob der Aist.